# 声望级战列巡洋舰
声望级战列巡洋舰是英国海军建造的一级战列巡洋舰。声望级由兩艘戰列巡洋艦組成，分别是声望号和反擊號（或者譯為「卻敵號」）。在第一次世界大戰期間為皇家海軍建造。它們最初是作為複仇級戰列艦的改進版而建造的，但是戰爭爆發後，建造被暫停，因爲是声望级不能及時完工。費舍爾上將在成為第一海軍大臣後，下令重新開始建造，只要將其作為戰列巡洋艦，就可以快速建造並投入使用。因此英國海軍造艦部（DNC）主任尤斯塔丁尼森德恩考特迅速製作了一個全新的設計，以滿足費舍爾上將的要求，建造厰同意在15個月內交付。雖然建造厰沒有完全達到目標，但是都在1916年日德蘭海戰後幾個月就交付了。声望级服役時是世界上最快的戰列巡洋艦。
反擊號是唯一一艘在第一次世界大戰中參加戰鬥的戰艦，參加了1917年的第二次赫利戈蘭灣戰役。声望级在戰爭期間都進行了兩次改裝，1920年代的改裝增加了裝甲保護，並進行了較少的改進，而1930年代的改裝則更為徹底，特別是對声望号的改裝。反擊號在1923-1924年特別服務隊的環球巡航中陪伴胡德號戰列巡洋艦，並在1936-1939年的西班牙內戰中保護英國的利益。声望号經常運送皇室成員出國旅遊，並在胡德號改裝時擔任戰列巡洋艦中隊的旗艦。
声望级都在第二次世界大戰期間服役；都在1939年搜尋施佩伯爵將軍號，參加了1940年4月至6月的挪威戰役，並在1941年搜尋德國戰艦俾斯麥號。 1941年12月10日，反擊號在彭亨州關丹附近的中國南海被日本飛機擊沉。声望号在1940年和1941年的大部分時間裡被分配到直布羅陀的H艦隊，為護航船隊護航，並參加了斯巴提芬托角海戰。在1942年初，声望号被短暫地分配到本土艦隊並為幾個北極護航船隊提供掩護。並在火炬行動中被調回H艦隊，並在1943年的大部分時間裡改裝或運送溫斯頓-丘吉爾參加與盟國領導人的各種會議。 1944年初，声望号被調往印度洋的東方艦隊，在那裡對日本佔領的印度尼西亞和印度洋各島群設施多次攻擊。声望号在1945年初回到本土艦隊，並在戰爭結束後被安置在後備基地前進行了改裝。声望号在1948年被賣掉拆解。

## 設計

#### 改進的複仇級戰列艦
1914年海军计划中的战舰包括三艘改进的复仇级战舰，被命名为声望号、反擊號和反抗号，以及另外一艘伊丽莎白女王级战舰，被称为阿金库尔号。反抗号和阿金库尔号将在皇家船坞建造，而声望号将在約翰·埃爾德有限公司，反擊號将在帕默斯造船和鋼鐵公司。设计于1914年5月13日被批准，与复仇级相比，其改进之处包括：
- 1.5英寸（38毫米）的保护翼舱壁的厚度一致。
- 一個擴大的魚雷控制塔。
- 一個擴大的指揮塔，裝甲被重新設計，以便更好地進入。
- 在艦首有一個受保護的觀察位置。
- 龍骨的寬度被增加，以提供一個更堅硬的結構在船中部，以抵抗停靠時的壓力。
- 主砲的砲彈儲存量從每門砲80發增加到100發。[1]

除了吃水減少到28英尺6英寸（8.7米），比老式艦艇少了1英尺6英寸（45.7厘米）之外，這些變化對艦艇的尺寸沒有什麼改變。然而，新设计會比復仇級艦艇慢2節（3.7公里/小時；2.3英里/小時），因為只配備了31,000軸馬力（23,000千瓦），而不是它們的前輩的40,000軸馬力（30,000千瓦） 。
在第一次世界大戰開始時，所有四艘船的工作都暫停了，在皇家船塢建造的兩艘船在1914年8月26日被取消，因為人們認為不可能在戰爭結束前完成。費舍爾上將在10月以第一海軍大臣的身份重新上任後，開始向當時的海軍部第一部長溫斯頓-丘吉爾施壓，要求他將暫停的声望號和反擊號合同改為能夠達到32節（59公里/小時；37英里/小時）的極高速度的新級戰列巡洋艦。丘吉爾爭辯說声望级的建造會干擾其他的建造計劃，使用了太多的資源，而且仍然無法及時完成。費舍爾反駁說，他可以將建造時間保持在最低限度，就像他在無畏艦上所做的那樣，戰役盡可能多地使用為戰列艦訂購的材料，包括15英寸（381毫米）的砲塔。然而，丘吉爾並不為所動，直到8月的黑爾戈蘭灣海戰和12月的福克蘭群島海戰，證明了高速和重砲的威力是一個強大的組合，證明了費舍爾長期以來對戰列巡洋艦的信念。這些戰役，再加上來自大艦隊司令傑里科上將和戰列巡洋艦部隊司令貝蒂副上將的壓力，使得丘吉爾在12月28日獲得內閣的批准，建造兩艘戰列艦。

##### 戰列巡洋艦
費舍爾上將於12月18日首次向全國委員會提出了對新艦的要求，當時這些新艦還沒有被批准。費舍爾上將希望有一個長的、高的、外翻的艦首，就像前無畏艦声望號的艦首一樣，但是要高一些，兩座雙聯砲塔中要有四門15英寸的火砲，20門4英寸（102毫米）的反魚雷艇武器安裝在高處，由炮盾保護，使用燃油的速度為32節，裝甲的規模與戰列巡洋艦不屈號相當。然而在幾天之內，費舍爾將火砲的數量增加到六門，並增加了兩個魚雷發射管。在12月26日之前，對最初的估計進行了微小的修改，12月30日完成了初步的設計。
在接下來的一周裡，DNC的部門檢查了為兩艘戰列艦交付的材料，並決定哪些可以用於新的設計，反擊號的合同從帕默斯公司轉給了約翰布朗公司，因為前者缺乏足夠長的滑道用於新艦。可使用的材料被轉給了約翰布朗公司，兩家建造商都從DNC的部門得到了足夠的資料，於1915年1月25日鋪設了兩艘船的龍骨，遠在3月10日變更的合同完成之前。

## 概貌

#### 特點
聲望級的總長度為794英尺1.5英寸（242.0米），寬度為90英尺1.75英寸（27.5米），滿載排水量時吃水為30英尺2英寸（9.2米）。在標準排水量下為27,320長噸（27,760噸），在滿載排水量時為32,220長噸（32,740噸）。雖然比虎號戰列巡洋艦長90英尺（27.4米），但滿載排水量比虎號少2780長噸（2820噸）。
事實證明，這些船隻是很好的戰艦，但在施工期間必須在前甲板下進行額外的加固，以解決一些結構問題。 在一開始建造完成後的滿載排水量下，聲望級的穩心高度為6.2英尺（1.9米），以及有一個完整的雙層船底。

#### 引擎動力
聲望級的最初計劃是使用輕型機械，產生總的11萬軸馬力（82,000千瓦），但這需要大量的時間來設計。

## 服役
日德兰海战之后，根据海战的经验新服役的两舰接受强化装甲和结构的改装。第一次世界大战结束后两舰再次进行了强化装甲的改装，并增加航空设施。声望级两舰在服役生涯中曾多次运载英国皇室政要出访。1930年代再次现代化改装，改装的重点依然是防御装甲，声望号改建较大，舰桥全部拆除进行重建，动力系统换装新型的锅炉，副炮全部拆除安装新型高平兩用砲，加装各型高射炮及新型雷达等。由于第二次世界大战爆发，反击号未能进行与声望号类似的大规模改装。
1941年11月反击号和威尔士亲王号战列舰组成Z舰队前往新加坡威慑日本，12月两舰在马来亚东海岸海域被日本舰载攻击机用鱼雷击沉。随着胡德号、反击号相继损失，声望号成为英国海军在役的最后一艘战列巡洋舰。声望号凭借其较高的航速，执行猎杀敌方袭击舰，护航航空母舰、运输船队等很多作战行动。1944年开赴远东太平洋战场。
战争结束后声望号退役，1948年拆毁。

## 同級艦
| 船名   | 製造廠                        | 建造時間      | 服役時間      | 結局                                 | 圖片 |
| ------ | ----------------------------- | ------------- | ------------- | ------------------------------------ | ---- |
| 聲望號 | 約翰·埃爾德有限公司位於加文   | 1915年1月25日 | 1916年9月20日 | 於1948年拆解退役                     |      |
| 反擊號 | 約翰·布朗造船廠位於克萊德班克 | 1915年1月25日 | 1916年8月18日 | 於1941年12月10日遭日本海軍航空隊擊沉 |      |

## 來源
1. 1 2 3  R. A., Burt. . Annapolis, Maryland: Naval Institute Press. 1986: p.291. ISBN 0-87021-863-8.
2. ↑  R. A., Burt. . Annapolis, Maryland: Naval Institute Press. 1986: p.276. ISBN 0-87021-863-8.
3. ↑  Roberts, John. . Annapolis, Maryland: Naval Institute Press. 1997: p.46–47. ISBN 1-55750-068-1.